# Fritz Rabe
Lorenz Paul Friedrich (Fritz) Rabe (* 18. September 1884 in Magdeburg, Provinz Sachsen; † 30. Januar 1977 in Hamburg) war ein deutscher Mediziner und Hochschullehrer für Innere Medizin an der Universität Hamburg, der sich speziell auch mit Heilkunde befasste.

## Leben und Werk
Fritz Rabe studierte Medizin, promovierte zum Dr. med. und erhielt 1920 eine Anstellung beim Krankenhaus Eppendorf. Gleichzeitig wurde er 1920 Privatdozent für Innere Medizin an der Universität Hamburg und 1926 dort zum Professor für Innere Medizin ernannt, nachdem er ein Jahr zuvor an die Hamburger Universitätsklinik gewechselt war. Über 30 Jahre war er Leitender Arzt am Krankenhaus Jerusalem in Hamburg. Daneben wirkte er bis Ende des 1960er Jahre als Universitätsprofessor.
Er war Mitglied der Deutschen Gesellschaft für Innere Medizin und ab 1946 Mitglied des Landeskirchlichen Amtes für Innere Mission im Hamburg.

## Schriften (Auswahl)
- Naturheilbehandlung und Kurpfuschertum. 1926.
- Richtlinien diätetischer Therapie. 1928.
- Kurzgefaßte Berufskunde für Heilpraktiker. 2. Aufl., München 1967.
- Berufskunde für Heilpraktiker. 6. Aufl., München 1978.
- Gerichtsentscheidungen zur Recht der Ausübung der Heilkunde ohne Approbation. München 1978.